# Powstanie na Litwie w 1941 roku
Powstanie na Litwie w 1941 roku, inaczej Powstanie czerwcowe (lit. Birželio sukilimas) – antysowieckie powstanie, które wybuchło na terytorium Litewskiej Socjalistycznej Republiki Radzieckiej tuż po ataku wojsk niemieckich na ZSRR w dniu 22 czerwca 1941 i trwało do opuszczenia przez Armię Czerwoną terytorium Litwy pod koniec czerwca. Powstanie było inspirowane i kierowane przez Litewski Front Aktywistów.

## Tło
Po zakończeniu wojny zimowej głównym celem ekspansji terytorialnej Związku Radzieckiego stały się państwa bałtyckie. Józef Stalin, wykorzystując sprzyjające okoliczności (całą uwaga świata skupiała się wówczas na kampanii francuskiej), doprowadził do obalenia władz Litwy, Łotwy i Estonii. Następnie zorganizował w tych państwach sfałszowane wybory, na mocy których władzę przejęły prosowieckie reżimy, które doprowadziły do uczynienia ze wspomnianych krajów Socjalistycznych Republik Radzieckich i przyłączenia ich do ZSRR. Państwa bałtyckie zostały poddane ścisłej sowietyzacji i terrorowi.